# Mitella

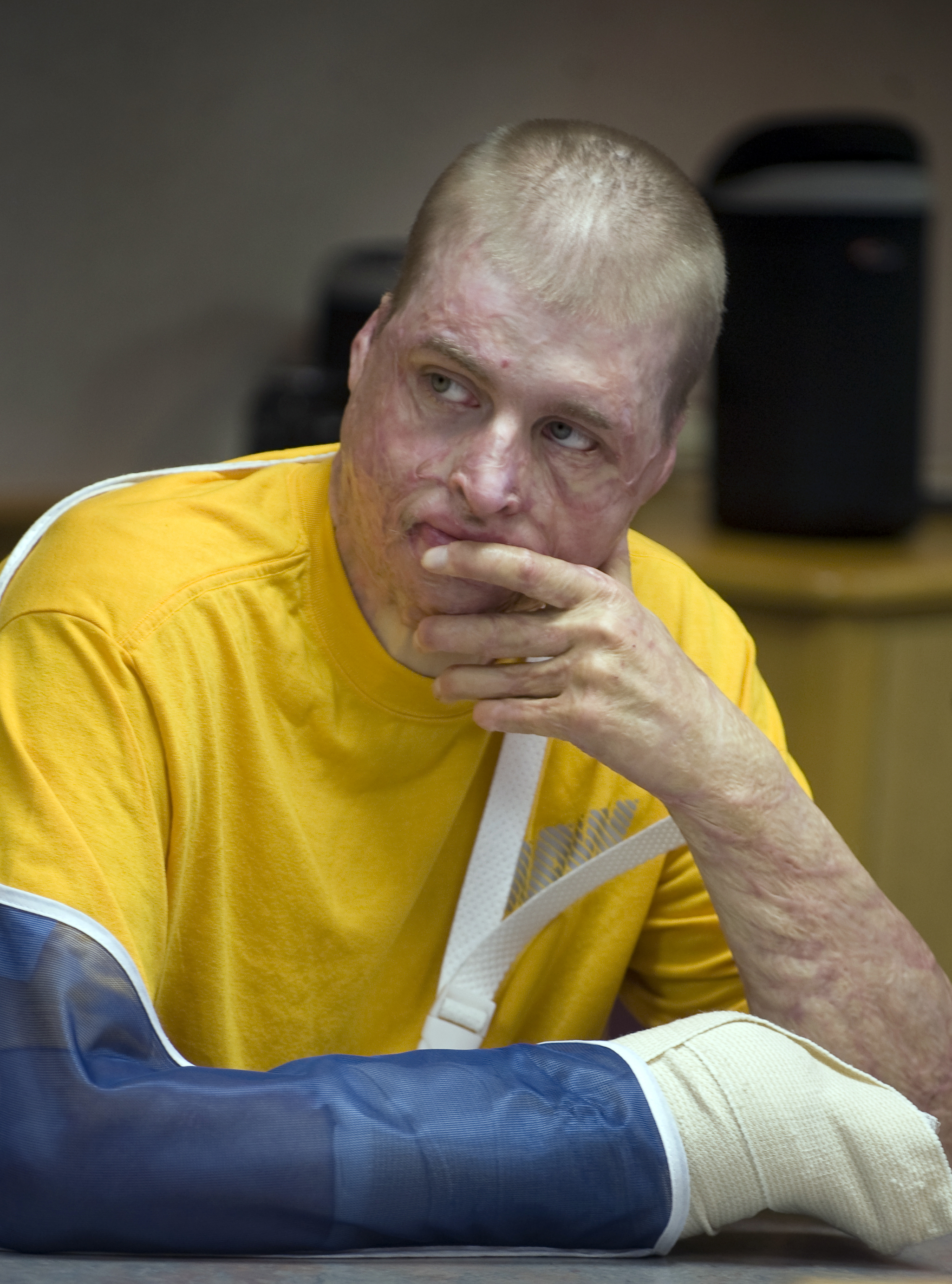
En amerikansk marinsoldat som bär en mitella

Mitella är ett kroppsburet medicinskt hjälpmedel vars syfte är att stabilisera och immobilisera armen efter en skada eller operation. Triangulära bandage används ofta som mitellor. Fabrikstillverkade mitellor finns i olika utföranden, såsom collar'n'cuff och sling and swathe. Collar'n'cuff används exempelvis vid luxation av axeln, nyckelbensfraktur, axelkirurgi och axelledsavlastning. Sling and swathe används oftast efter kirurgi, i syfte att immobilisera axeln.
Den tunna fyrkantiga bomullshalsduken som ingår i de svenska soldaternas utrustning kan vikas på diagonalen och användas som mitella.
Scouternas trekantiga halsduk kallas ibland mitella, men det är numera ovanligt.